# Eliesse Ben Seghir
Eliesse Ben Seghir, född 16 februari 2005 i Saint-Tropez, är en franskfödd marockansk fotbollsspelare.

## Karriär
Eliesse Ben Seghir inledde sin seniorkarriär i AS Monaco FC 2022. 2022 lämnade han för Villarreal. Han har representerat såväl Frankrike som Marocko på flera ungdomsnivåer sedan 2021. Han ingick i det marockanska laget som vid olympiska sommarspelen 2024 i Paris tog brons efter att Marocko besegrat Egypten i bronsmatchen.